# Zanik iloczasu
Zanik iloczasu – proces fonetyczny prowadzący do zaniku długości samogłosek jako cechy fonologicznej relewantnej. Proces ten zaszedł między innymi w łacinie i w języku polskim.

## Zanik iloczasu w językach rodziny indoeuropejskiej

### Język polski
Istnienie iloczasu w języku staropolskim poświadcza w swoim traktacie ortograficznym (1514–1515) Stanisław Zaborowski:
„Antiqui Poloni longas vocales geminabant, breves autem simplicibus pingebant figuris” (tłum. Dawni Polacy długie samogłoski podwajali, krótkie zaś wyrażali pojedynczymi znakami)
Około roku 1515 iloczas już nie występował, o czym świadczy wyrażenie Antiqui Poloni – dawni Polacy.
Proces zaniku iloczasu w języku polskim przypada na początek XVI w.
Długie samogłoski i:, y:, u: przeszły w krótkie i, y, u.
kurъ > ku:r > kur
Długie o przeszło początkowo w ó (o pochylone), następnie jego wymowa zlała się z wymową u.
bogъ > bo:g > bóg /bug/,
ale boga > boga > boga
Rozróżnienie długości nosowych głosek ą i ę (4 nosówki, długość była fonologiczną cechą relewantną) stopniowo zanikało, ich wymowa upodobniła się do a nosowego (Ą). Ostatecznie krótkie Ą przeszło w języku polskim w ę, natomiast długie Ą: w a nosowe pochylone (Ą°, stąd dzisiejsza pisownia ą).
nesątъ > niosĄ: > niosą,
ale nesą > niosĄ > niosę
Wymowa a pochylonego (å) i a jasnego (niepochylonego) zlała się w XVIII wieku.
pán > pan
Staropolskie e pochylone (é) wymawiano początkowo jak i lub y, ostatecznie jednak wymowa e pochylonego i jasnego zlała się.
Dawne samogłoski długie, które uległy pochyleniu, zaznaczano w piśmie zazwyczaj za pomocą kreseczki (wiém, daléj, ów).